# 汤世保
汤世保（1950年—），江西吉安人，汉族，中共党员。中华人民共和国政治人物、第十一届全国人民代表大会广西地区代表。

## 生平
曾任中共钦州市委书记、市人大常委会主任。2010年离开钦州，担任广西北部湾银行党委书记。2008年起担任全国人大代表，任期5年。